# Portal zniżkowy
Portal zniżkowy – rodzaj platformy internetowej e-commerce, agregującej informacje o zniżkach w sklepach stacjonarnych, internetowych oraz na usługi. 

## Zakupy grupowe
Portal taki podejmuje zadanie sprzedaży wyznaczonej liczby kuponów na usługi swoich partnerów, przez co oni mają zapewnioną sprzedaż i oferują swoje usługi ze znacznym upustem. Poza tym usługodawcy zyskują dzięki temu nowych nabywców oraz wzmacniają przywiązanie do swojej marki wśród obecnych klientów. Ten rodzaj zakupów praktykują portale internetowe, także w Polsce – od ok. 2010. Według opracowania Prałat, po początkowym boomie popularność tej forma sprzedaży zmalała, ponieważ sprzedawcy nie byli w stanie czerpać z niej dużych korzyści – platformy grupowe zaczęły więc poszukiwać innych modeli funkcjonowania, opartych o społeczności. W trakcie tego procesu część serwisów uległa likwidacji, np. polskie Citeam i HappyDay.

### Kody rabatowe
Portale tego typu agregują kody rabatowe, umożliwiające zakupy na preferencyjnych warunkach, takich jak darmowa dostawa lub upust wyrażony w procentach lub w kwocie pieniężnej. Takie kody składają się z ciągu liter i/lub liczb. W celu aktywacji kodu użytkownik wpisuje kod w specjalnym polu w koszyku sklepu internetowego podczas składania zamówienia. W przeciwieństwie do zakupów grupowych, działanie kodów rabatowych nie obejmuje usługodawców lokalnych. 

## Społeczności zakupowe
Treści na takich portalach są publikowane przez użytkowników. Korzystający z portalu mogą oddawać głosy na poszczególne promocje oraz komentować je.